# Justin Schoenefeld
Justin Schoenefeld (Lawrenceburg, 13 agosto 1998) è uno sciatore freestyle statunitense, specialista nei salti, vincitore del titolo olimpico di specialità alle Olimpiadi invernali Pechino 2022.

## Palmarès

### Giochi olimpici
- 1 medaglia:
  - 1 oro (salti a squadre miste a Pechino 2022)[1]